# Кэри, Александр, мастер Фолкленд
Луциус Александр Плантагенет Кэри, мастер Фолкленд (англ. Lucius Alexander Plantagenet Cary, Master of Falkland; род. 1 февраля 1963) — английский сценарист, продюсер и бывший офицер Британской армии.

## Биография
Кэри родился 1 февраля 1963 года в Хаммерсмите, в семье Люциуса, 15-го виконта Фолкленда, и Кэролайн Батлер. Вырос в Челси, где его соседями были актёры Андре Морелл и Джоан Гринвуд. Он с двенадцати лет знал, что он хотел работать в киноиндустрии. Изначально обучался в Вестминстерской школе, но был исключён до начала аттестации, и вместо этого был отправлен в Лоретто в Шотландии. Окончил школу с невысокими оценками и, после краткого пребывания в качестве руководителя в Нью-Йоркском театре, записался в армию по наитию: «Я поспорил с другом, который не думал, что я смогу это сделать, но мне понравилось это. Побывав невероятной болью в шее по поводу авторитета в школе, я принял извращённое наслаждение в том, чтобы мне давали поручения, я их выполнял.»
Окончил Военную академию Сандхерста в 1985 году, стал офицером Шотландского гвардейского полка и был направлен в Северную Ирландию в период разгара в конфликта в Северной Ирландии. В 1991 году он участвовал в войне в Персидском заливе, в которой он был прикомандирован к роте американских морских пехотинцев.
Оставил армию вскоре после войны, и отправился в Голливуд, чтобы начать карьеру сценариста. После десяти лет незначительного успеха, он достиг места в комнате сценаристов первого сезона сериала «Обмани меня» в 2009 году. Он позже стал сценаристом и продюсером «Родина», и также работал над сериалами «Богатые» и «В простом виде».
Был женат на актрисе Линде Перл; сын Люциус (род. 1995). В 2013 году Александр обручился с американской актрисой Дженнифер Марсала, членом актёрского состава «Родины». Брак состоялся в Сомерсете 31 декабря 2013 года. Кроме того, у него есть побочный сын Себастьен (род. 2004).
Появился в программе BBC «Дар» 10 февраля 2015 года, в которой он встретил своего бывшего товарища-солдата, который пожелал поблагодарить его за спасение его жизни.